# Вибори в Норвегії
Головний законодавчий орган Норвегія обирає на національному рівні. Парламент, Стортинг (або Stortinget норвезькою, дослівно "велике зібрання"), включає 169 членів, які обираються на чотирирічний термін (протягом якого він не може бути розпущеним) за пропорційним представництвом на багатомандатних виборчих округах.[джерело?]
У Норвегії діє багатопартійна система, яка вклячає багато партій, які зазвичай змушені об'єднуватися у коаліційні уряди.
Вибори проводяться кожні два роки, завдяки чергуванню парламентських та місцевих виборів, які проводяться раз у чотири роки.
У країні діє загальне виборче право. Право голосу отримає особа, яка досягнула 18 років. Право голосу отримують також громадяни, яким виповниться 18 років після проведення виборів, якщо зазначені подіх відбуваються протягом календарного року. У парламентських виборах право голосу мають тільки громадяни Норвегії, а ось у місцевих виборах голосувати можуть й іноземці, за умови що вони прожили у країні більше трьох років.
Жінки отримали право голосу у Норвегії у 1913 році.
Останні місцеві вибори відбулися 14 вересня 2015 року, парламентські - 11 вересня 2017 року.

## Виборча система
- З моменту скликання першого парламенту –Стортингу – в жовтні 1814 року і досі вНорвегії діяло всього лише дві виборчі системи. Перші сто років норвежці практикували мажоритарну систему абсолютної більшості. До 1905 року це була непряма система голосування, коли виборці обирали своїх представників, а вже ті – депутатів. З 1919 року діє виборча система з «відкритими»  списками[1].
- Перехід до пропорційноївиборчої системи був зумовлений в першу чергу тим, що сформована двома основними політичними силами – Консервативною партією (Høyre) і Робітничою партією – двопартійна виборча система прагнула зберегти «контрольовану багатопартійність». І, у такий спосіб, захиститись від конкуренції з боку радикальних політичних течій[1].
- Вибори відбуваються у дев’ятнадцяти багатомандатних округах, межі яких збігаються з межами областей фюльке. У кожному з округів політичні партії висувають окремі партійні списки. Претендувати на депутатські мандати можуть партії, що набрали чотири і більше відсотки голосів від загальної кількості виборців, що проголосували по країні.
- На сьогоднішній день Стортинг формується зі 169 депутатів.  Кількість депутатських місць, яка належить кожній області, переглядається кожні 8 років. При цьому враховується як кількість виборців, так і розмір території.

## Парламентські вибори
- Норвегія поділяється на 19 округів, кожен з яких -це виборчий округ на виборах. Кожен округ обирає заздалегідь розраховану кількість місць до парламенту.
- Останні парламентські вибори відбулися 11 вересня 2017 року.За результатами підрахунку 95% голосів, Консервативна партія (Høyre) на чолі з чинним прем’єром Ерною Солберг та її коаліційний партнер партія "Прогрес" отримали 89 із 169 місць в парламенті. Høyre отримала 25,1% голосів виборців, а "Прогрес" - 15,3%. Опозиційна Лейбористська партія (Ар) набрала найбільше голосів виборців (27,4%), але показала гірший результат, ніж чотири роки тому. До того ж, її партнери партія "Зелених" отримали всього 3,2% голосів. Опозиція, очолювана лідером лейбористів мільйонером Йонасом Гаром Штером, отримала 80 місць[2].

## Місцеві вибори

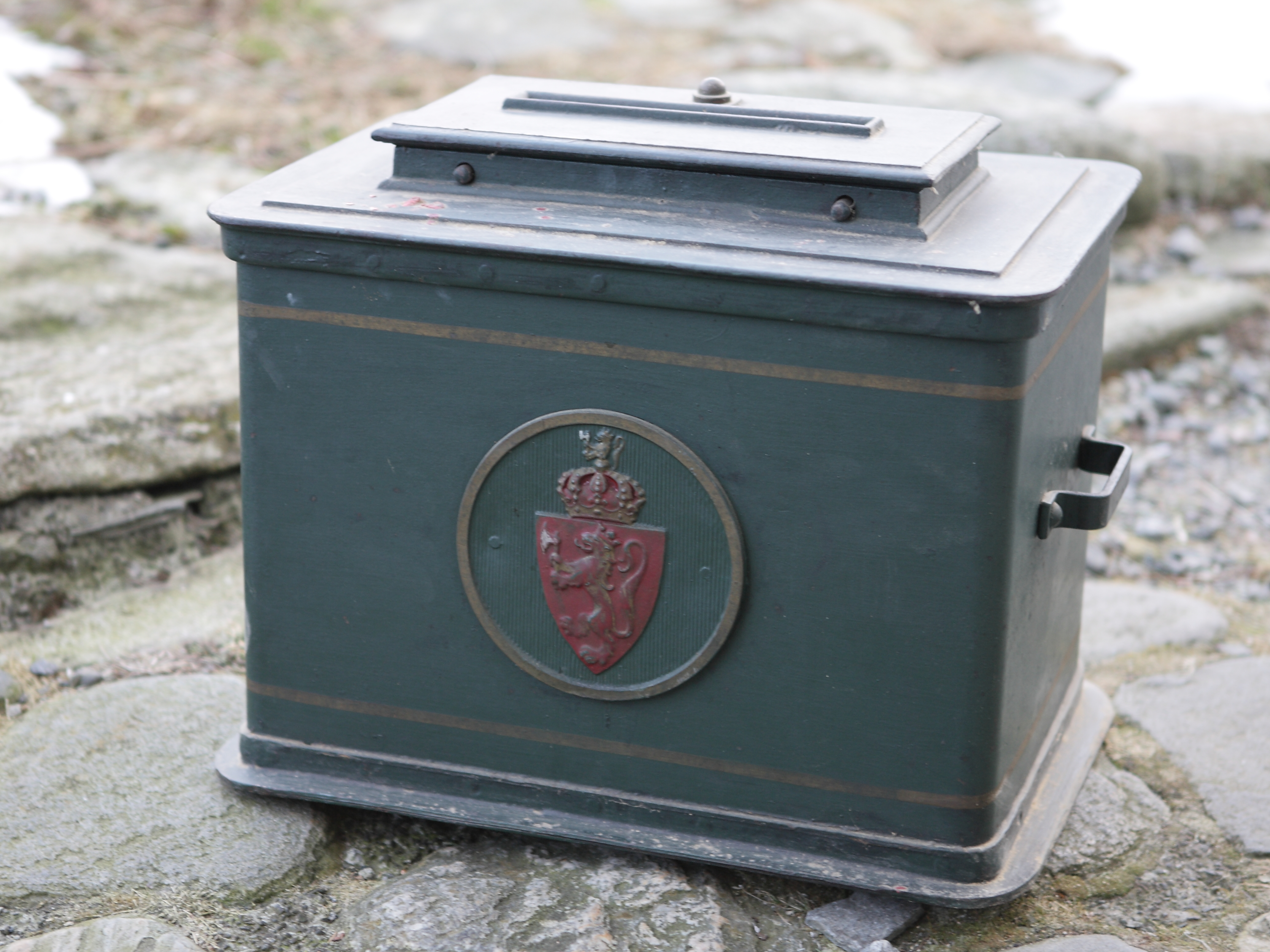
Старі урни з Сельє, Зігни-ОГ-фьюране, Норвегія

Місцеві вибори-це два окремих голосування проведених одночасно. Перше-це вибориграфствах, на яких обираються політики до Ради графства. Друге-муніципалітет вибори,на яких обирають політиків до муніципальної ради.

### Вибори
- Норвезькі вибори до Ради графства, 2003
- Норвезькі місцеві вибори 2007 року

## Референдуми
- Норвезький референдум про розпуск союзу між Швецією і Норвегією, 1905
- Норвезький референдум про Принца Чарльза з данського, як норвезького короля, 1905
- Норвезька заборона референдуму, 1919
- Норвезьке продовження заборони референдуму, 1926
- Норвезький референдум громад щодо членства в Європейському Союзі, 1972
- Норвезький референдум про членство в Європейському Союзі, 1994

## Зовнішні посилання
- Adam Carr's Election Archive [Архівовано 30 липня 2018 у Wayback Machine.]
- The official government summary of the Norwegian electoral system [Архівовано 11 жовтня 2012 у Wayback Machine.]
- NSD: European Election Database - Norway [Архівовано 22 січня 2012 у Wayback Machine.] publishes regional level election data; allows for comparisons of election results, 1993–2009